# Debbie White
Debbie White (Hungría; 20 de agosto de 1984) es una actriz pornográfica y modelo erótica húngara retirada.

## Biografía
Nació en Hungría en agosto de 1984. No se sabe mucho de su vida antes del año 2005, momento en que a sus 21 años entra en la industria pornográfica.
Desde su entrada, ha realizado diversas películas con escenas de sexo anal, doble penetración, A2M, creampie; escenas de sexo interracial y lésbico. Como actriz ha trabajado en varias producciones de Evil Angel, Diabolic, Private, Digital Sin, Zero Tolerance, Jules Jordan Video o 21 Sextury Video, entre otras.
Sus primeras producciones fueron europeas, con actores y actrices húngaras y checas, como Zafira, Lucy Love, Liliane Tiger, Caroline De Jaie, Kyra Banks o Misty Mild, entre otras. Algunas películas de esa época son Down Your Throat 5, Killer Grip 3 o Teenage Jizz Junkies 2.
En el año 2012 recibió una nominación en los Premios AVN a la Mejor escena de sexo en producción extranjera por la película Angel Perverse 17.
Otras películas de su filmografía son Perry's DPs, Private Specials 35 - 6 Teachers Take It Up The Ass, Bitches and Pets o Elfin Pussycats.
Debbie White decidió retirarse de la industria en 2015, dejando tras de sí más de 260 películas rodadas como actriz.

## Premios y nominaciones
| Año  | Ceremonia   | Resultado | Premio                                        | Trabajo           |
| ---- | ----------- | --------- | --------------------------------------------- | ----------------- |
| 2012 | Premios AVN | Nominada  | Mejor escena de sexo en producción extranjera | Angel Perverse 17 |